# Instituto de Estadística de Turquía
Instituto de Estadística de Turquía (Más conocido como TurkStat; en turco: Türkiye İstatistik Kurumu o TÜİK) es un organismo autónomo del gobierno turco encargado de producir estadísticas oficiales sobre Turquía, población, recursos, economía, sociedad y cultura. Fue fundado el 26 de febrero de 1926 y su sede está ubicada en Ankara. 
El presidente del Instituto de Estadística de Turquía es Yinal Yağan.

## Historia
El antecedente más remoto de esta institución, se encuentra  «Consejo Estadístico Central» que funcionó durante el período otomano desde el año 1891. En la época republicana, mediante el Decreto Presidencial N.º 3517 del 26 de febrero de 1926 se creó el «Departamento Central de Estadística».
En 1927, se realizó el primer censo de población, después de la proclamación de la República. En 1930 el departamento cambia su denominación a «Dirección Pública de Estadística». Nueve años después, se establecieron oficinas regionales.
En 1945, se cambió nuevamente el nombre de la institución por «Dirección General de Estadística», cinco años más tarde, se efectuó un censo general de población y de agricultura. En 2005, mediante la Ley de Estadística de Turquía N.º 5429, se reorganizó este organismo gubernamental y se le denominó Instituto de Estadística de Turquía.

## Funciones
El Instituto de Estadística de Turquía es la institución encargada de la recolección de datos del Estado, entre los que destacan el censo general de población, el censo general de agricultura, el censo general de industria o lugar de trabajo, las estimaciones de ingresos nacionales, el índice de precios al consumidor, el índice de precios al productor y la medición de la inflación.